# برتیل
برتیل نامی مردانه با ریشه سوئدی است، که می‌تواند به افراد زیر اشاره داشته‌باشد:
- برتیل اوهلین، اقتصاددان و سیاستمدار سوئدی
- برتیل روس، رانندهٔ مسابقات اتومبیل‌رانی سوئدی
- برتیل رونمارک، تیرانداز سوئدی
- برتیل مالمبری، مترجم، نویسنده، شاعر و بازیگر سوئدی
- برتیل نوردال بازیکن فوتبال سوئدی
- برتیل نورشتروم، هنرپیشه سوئدی